# Jean-Baptiste du Val
Jean-Baptiste du Val, né vers 1570 à Auxerre et mort en novembre 1632 à Paris, est un orientaliste et antiquaire français.

## Biographie
En 1600, il se livra à l’étude de l’arabe sous Étienne Hubert, professeur au Collége royal ; et, ayant eu l’occasion d’aller à Rome en 1608, il y fit connaissance de Giambattista Raimondi, qui lui fit présent de quelques livres arabes, et s’engagea à se fortifier dans cette langue. Du Val entretint aussi des liaisons fort étroites avec Jean Hesronite et Gabriel Sionite, maronites très savants. Quoi qu’il en soit, sa réputation comme orientaliste est très médiocre ; mais il paraît qu’il avait acquis une grande connaissance des médailles et des antiquités, et avait recueilli un grand nombre d’objets, ayant voyagé en Italie et en Syrie. Le roi lui accorda le titre de secrétaire-interprète de son cabinet pour les langues orientales. Il mourut à Paris en novembre 1632. On a frappé en l’honneur de ce savant une médaille qui a été gravée et décrite dans le Mercure de juin 1742, et dont on trouve la description dans Moréri. Du Val cultiva aussi la poésie latine avec succès, et fit dans sa jeunesse de longues pièces de vers sur différents sujets. On lui doit une édition de Cassiodore, Paris, 1600, 2 vol. in-8º, et plusieurs ouvrages dont on trouve le détail dans la Gallia orientalis de Paul Colomiès, et dans Papillon ; nous mentionnerons seulement : 
- l’École françoise pour apprendre à bien parler et écrire selon l’usage du temps, Paris, 1604, in-12.
- Apothéose, ou Oraison funèbre de M. Hier. de Gondy, Paris, 1604, in-8º. Les bibliographes qui ont parlé de Du Val paraissent n’avoir pas connu cette pièce.
- Recueil de poésies latines, Paris, 1616. L’auteur d’une lettre insérée dans le Mercure de juin 1742 dit que ce recueil contient environ deux cents épîtres sous différents noms, cinquante-trois épitaphes et quelques épigrammes. La première des pièces qui le composent, intitulée Apologia pro Alcorano, est un badinage où Du Val s’égaie aux dépens du livre sacré des musulmans.
- Une nouvelle édition, corrigée pour le texte et augmentée de plus de deux cents médailles, des Imagines imperatorum et augustorum d’Enea Vico, Paris, 1619, in-4º, et la traduction italienne du discours sur les médailles, du même auteur.
- Dictionarium latino-arabicum Davidis regis, quo singulæ ab eo usurpatæ dictiones ita enunciantur, ut concordantiam psalmorum constituant et grammaticam ac dictionaria latino-arabica suppleant, Paris, 1632, in-4º. C’est un dictionnaire latin-arabe, dans lequel on ne trouve aucun mot arabe ; Duval a simplement extrait, du psautier arabe-latin de 1614 et 1619, tous les mots latins, en les plaçant dans l’ordre alphabétique, et en indiquant le psaume et le verset où ils se trouvent. On peut, au moyen de cette méthode, composer et écrire en arabe. Pour donner un exemple de l’utilité de son livre et de la manière d’en faire usage, l’auteur imagine une lettre écrite par David à Bethsabée, où le roi-prophète déclare ses amours avec dignité et retenue ; elle est suivie de la réponse de Bethsabée, qui s’excuse avec modestie, et trouve d’autres beautés beaucoup plus dignes qu’elle des hommages du roi. Ces eux lettres suffisent pour prouver la tournure d’esprit de Du Val, homme moins érudit que singulier dans ses goûts. Du Val a fourni à la France métallique de Jacob de Bie plusieurs médailles et explications, ainsi que ce célèbre graveur l’avoue dans sa préface.